# Mammillaria wrightii
Mammillaria wrightii är en kaktusväxtart som beskrevs av Georg George Engelmann. Mammillaria wrightii ingår i släktet Mammillaria och familjen kaktusväxter.

## Underarter
Arten delas in i följande underarter:
- M. w. wilcoxii
- M. w. wrightii